# ATLAS- und KSSU-Konsortium
Das ATLAS-Konsortium und das KSSU-Konsortium waren zwei getrennt voneinander gegründete Allianzen, denen sich ab Ende der 1960er-Jahre verschiedene europäische Fluggesellschaften zuordneten. Das Ziel der Unternehmen war es, durch eine Zusammenarbeit und Aufgabenteilung die Kosten beim Betrieb künftiger Flugzeugmuster zu senken. Hierzu war neben der Beschaffung von gleichen Flugzeugmodellen mit identischen Komponenten (z. B. Triebwerken) auch eine Standardisierung von Wartungsabläufen, Einsatzplanungen und Schulungsprogrammen erforderlich. Die ATLAS- und die KSSU-Gruppe gelten als die Vorläufer der modernen Luftfahrtallianzen, die sich Ende der 1990er-Jahre bildeten.

## Hintergrund

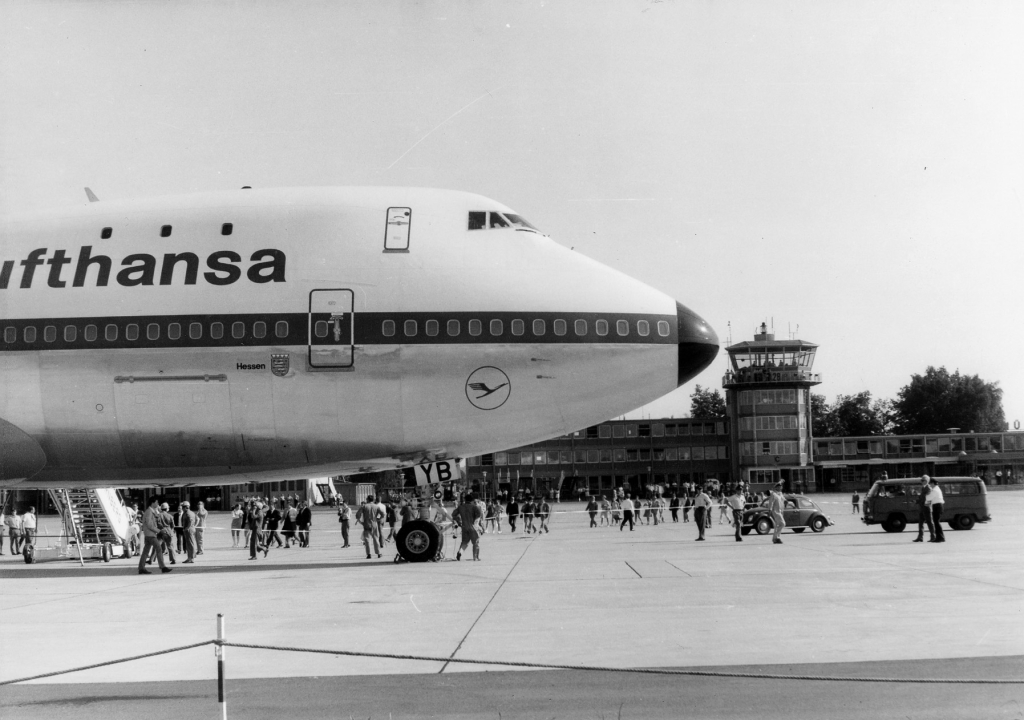
Lufthansa bestellte im Jahr 1966 als erste europäische Fluggesellschaft die Boeing 747

Der amerikanische Hersteller Boeing präsentierte Mitte der 1960er-Jahre mit dem Entwurf der Boeing 747 das erste Großraumflugzeug. Die Einführung dieses neuartigen Modells stellte die europäischen Fluggesellschaften vor erhebliche Probleme: Das Muster war nicht nur in der Anschaffung erheblich teurer als alle bisherigen Düsenflugzeuge, auch mussten die Folge- und Fixkosten berücksichtigt werden, die sich aus dem Betrieb des Flugzeugs ergaben. Die Fluggesellschaft Air France kam Anfang 1967 unter Berücksichtigung aller Kosten zu dem Schluss, dass sich die Beschaffung dieses Modells für ein Unternehmen nur dann wirtschaftlich lohnen würde, wenn eine Mindestzahl von 12 Maschinen zum Einsatz käme. Eine solche Flottengröße wurde damals aber von keiner europäischen Fluggesellschaft erreicht, weil der Bedarf für eine Boeing 747 nur auf wenigen Hauptstrecken gegeben war. So hatte beispielsweise Lufthansa als erste europäische Gesellschaft und als weltweit drittes Unternehmen am 27. Juni 1966 zunächst nur drei Maschinen bestellt. Air France sah die Probleme hauptsächlich in folgenden Faktoren:
- Mit einem Stückpreis von 23 Millionen US-Dollar war die Boeing 747 rund dreimal teurer als eine Boeing 707 bzw. achtmal teurer als eine Sud Aviation Caravelle.
- Die Größe des Flugzeugs machte den Umbau bzw. Neubau bestehender Hangars und Werfteinrichtungen erforderlich.
- Um den Betrieb von nur wenigen Flugzeugen zu gewährleisten, musste ein Unternehmen eine Vielzahl von Ersatzteilen vorrätig halten. Dies verursachte eine hohe Kapitalbindung.
- Das technische Personal und die Bodenmannschaften mussten umfassend geschult werden, um Wartungen und Reparaturen an den zahlreichen Bauteilen selbst auszuführen zu können.
- Zur Schulung der Besatzungen war der Kauf von Flugsimulatoren erforderlich, auch wenn diese von nur wenigen Piloten genutzt werden würden.[1]

Im Juni 1967 lud Air France die Vertreter der europäischen Fluggesellschaften zu Gesprächen nach Paris ein, welche die Boeing 747 bereits gekauft hatten oder eine Bestellung planten. Die Unternehmen erörterten die Möglichkeiten einer europaweiten Zusammenarbeit und bildeten hierzu das Montparnasse Committee. Auf mehreren Folgetreffen wurden zwar allgemeine Grundsätze für eine Zusammenarbeit formuliert, wobei aber auch deutlich wurde, dass eine gesamteuropäische Lösung nicht zu verwirklichen war. Die Fluggesellschaften KLM, SAS und Swissair, die bereits seit längerem kooperierten und die sogenannte KSS-Gruppe bildeten, zogen eine kleinere Lösung vor. Die drei Unternehmen Aer Lingus, British Overseas Airways Corporation, und Iberia wollten die weitere Entwicklung abwarten und nahmen zunächst eine Beobachterrolle ein.

## Das ATLAS-Konsortium
Aus dem Montparnasse Committee formierte sich im Frühjahr 1968 die ATLAS-Gruppe. Diese bestand anfänglich aus den Fluggesellschaften Air France (A), UTA (T), Lufthansa (L), Alitalia (A) und Sabena (S). Die fünf Unternehmen konkretisierten im Verlauf des Jahres 1968 die Maßnahmen zur Zusammenarbeit und legten Aufgabenbereiche für die einzelnen Gesellschaften fest. Dabei konzentrierten sich die ATLAS-Mitglieder zunächst auf die Einführung der Boeing 747, bevor man eine Entscheidung für andere Modelle traf. Die französische Fluggesellschaft UTA hatte sich mittlerweile gegen den Kauf dieses Typs entschieden und wandte sich im Frühjahr 1969 der KSS-Allianz zu, die bereits eine Bestellung von Maschinen des Typs McDonnell Douglas DC-10 plante. Auch das belgische Staatsunternehmen Sabena wurde kurzzeitig als Austrittskandidat gehandelt, weil einige Landespolitiker eine Zusammenarbeit mit der niederländischen KLM bevorzugten.
Die offizielle Gründung des ATLAS-Konsortiums erfolgte am 14. März 1969. Die Gründungsmitglieder waren Air France, Lufthansa, Alitalia und Sabena. Als fünfte und letzte Fluggesellschaft trat die spanische Iberia dem Konsortium im Januar 1972 bei.
Die Zusammenarbeit beschränkte sich zunächst auf die Indienststellung, den Betrieb und die Überholung von Großraumflugzeugen. Die Wartungen und Reparaturen an ihren kleineren Flugzeugtypen, wie beispielsweise der Boeing 727 oder der Douglas DC-9, organisierten die Mitglieder allein und wurden dem Konsortium nicht übertragen.

### Organisationsstruktur
Die Leitung des ATLAS-Konsortiums bestand anfänglich aus einem vierköpfigen – mit Eintritt der Iberia aus einem fünfköpfigen – Management Committee (je ein Vertreter pro Unternehmen) sowie einem ständigen Generalsekretär. Dieser Vorstandsgruppe waren drei weitere Komitees (Sub-Committees) unterstellt, die sich aus dauerhaften oder zeitweise tätigen Arbeitsgruppen zusammensetzten. Die Arbeitsgruppen bestanden aus Mitarbeitern der beteiligten Unternehmen. Die Sub-Committees waren:
- Project Engineering (Projektplanung): zuständig unter anderem für die Festlegung von Spezifikationen zur Auswahl neuer Flugzeugtypen sowie der an Bord zu verbauenden Systemgruppen.
- Production (Produktion): zuständig unter anderem für die Ersatzteilbeschaffung, Lagerhaltung, Materialplanung und die Kontrolle der Materialkosten.
- Operations (Flugbetrieb): zuständig unter anderem für die Schulung der Besatzungen, Durchführung von Flugplanungen, Erstellung von Navigationskarten und Erfassung der Flugbetriebskosten.

Das Management Komitee (der Vorstand) setzte darüber hinaus bei Bedarf weitere Beratergruppen ein, die beispielsweise im Bereich der Finanzierung, Versicherung von Maschinen und in Rechtsfragen tätig waren.

### Geschichte und Aufgabenteilung

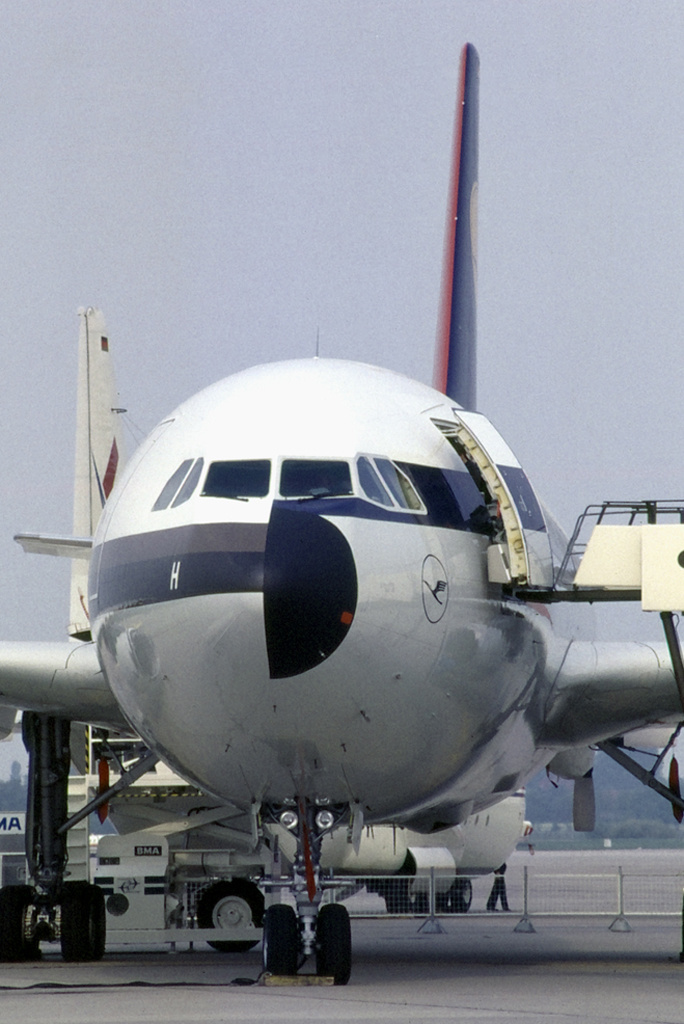
Lufthansa (ATLAS) und Swissair (KSSU) waren die Erstkunden des Airbus A310

Der wesentliche Grundsatz des Konsortiums war, die Zuständigkeiten gleichmäßig zu verteilen, so dass keine Gesellschaft übervorteilt wurde und eine Kostenreduzierung für alle Unternehmen zum Tragen kam. Hierzu galten beispielsweise folgende Regelungen:
- Jedes Mitglied übernahm einen bestimmten Bereich bei der Überholung und Reparatur eines Flugzeugtyps. Hierzu wurden Hauptverantwortliche (sogenannte Central Agencies) für die einzelnen Bauteile und Systemgruppen bestimmt. Für jeden bestellten Flugzeugtyp wurden die Zuständigkeiten neu festgelegt.
- Die Lagerung von Ersatzteilen verteilte sich auf alle Gesellschaften. Jedes Mitglied konnte auf sämtliche Bauteile zurückgreifen.
- Kleinere Wartungen konnten von den einzelnen Mitgliedern selbst ausgeführt werden. Hierbei waren aber festgelegte Standards einzuhalten.
- Der Kauf neuer Flugzeugmuster wurde gemeinsam beschlossen, wobei aber ein Mitglied nicht zwangsläufig einen bestimmten Flugzeugtyp mitbestellen musste.
- Bestellten mehr als zwei Mitglieder einen neuen Flugzeugtyp, so wurde die gesamte ATLAS-Gruppe in dessen Wartung einbezogen.
- Alle Bordsysteme und Baugruppen in den bestellten Flugzeugen wurden nach Vorgaben des Konsortiums standardisiert. Hieraus entwickelten sich feste Normvorschriften, beispielsweise die ATLAS-Norm bei Galleys und Trolleys.
- Die von einem Mitglied erworbenen Flugsimulatoren wurden von allen Unternehmen genutzt, so dass die Schulung an einem Ort zentriert werden konnte.
- Die Schulung von Besatzungen erfolgte nach einheitlichen Maßstäben und mit identischen Navigationsmaterial (daraus entstanden die sogenannten ATLAS-Karten).[1]

Für die Boeing 747 sah die Aufgabenverteilung zunächst wie folgt aus: Als sogenannte General Agency war Air France für die Komponenten der Flugzeugzelle verantwortlich, Lufthansa stellte die Flugsimulatoren zur Verfügung und übernahm als General Agency die Reparatur der Triebwerke, Alitalia sowie Sabena wurden mit der Wartung der APU, Bordelektronik, Cockpitinstrumente und sonstiger Bauteile betraut.
Die ATLAS-Mitglieder bestellten im Jahr 1969 weitere Boeing 747 (darunter auch Frachtmaschinen) sowie im Jahr 1970 als zweiten Flugzeugtyp die Douglas DC-10. Obwohl Air France dieses Muster nicht erwarb, übernahm die Gesellschaft die Zuständigkeit für dessen Triebwerke. Die Alitalia wurde als General Agency mit der Überholung der DC-10-Flugzeugzelle betraut. Im Januar 1972 trat Iberia der ATLAS-Gruppe bei, woraufhin die Aufgaben innerhalb des Konsortiums teilweise neu verteilt wurden. Die Iberia beteiligte sich im Anschluss am Kauf des Airbus A300 (nicht bestellt von Sabena) und war in den 1970er-Jahren unter anderem verantwortlich für die Überholung der Concorde-Triebwerke des Typs Olympus. Als weitere Flugzeuge wurden von den Mitgliedern Airbus A310 (Einführung ab 1983 bei Air France, Lufthansa und Sabena), Boeing 747-400 (Einführung ab 1989 bei Air France und Lufthansa) und Airbus A340 (Einführung ab 1993, nicht aber bei Alitalia) bestellt.
In den 1980er-Jahren vergrößerten die beteiligten Unternehmen ihre jeweiligen Flotten, so dass die Überholung einzelner Typen und Komponenten nicht mehr nur an einem Standort erfolgen konnte. So wurden beispielsweise Flugzeuge des Typs Boeing 747 am Ende der 1980er-Jahre bei Air France, Iberia und Lufthansa gewartet. Dies führte dazu, dass das Konsortium ab dem Jahr 1989 (zum zwanzigjährigen Bestehen) einen stärkeren Wettbewerb zwischen den einzelnen Standorten zu ließ, wobei die ATLAS-Wartungsaufträge nun ausgeschrieben und intern oder extern vergeben wurden.

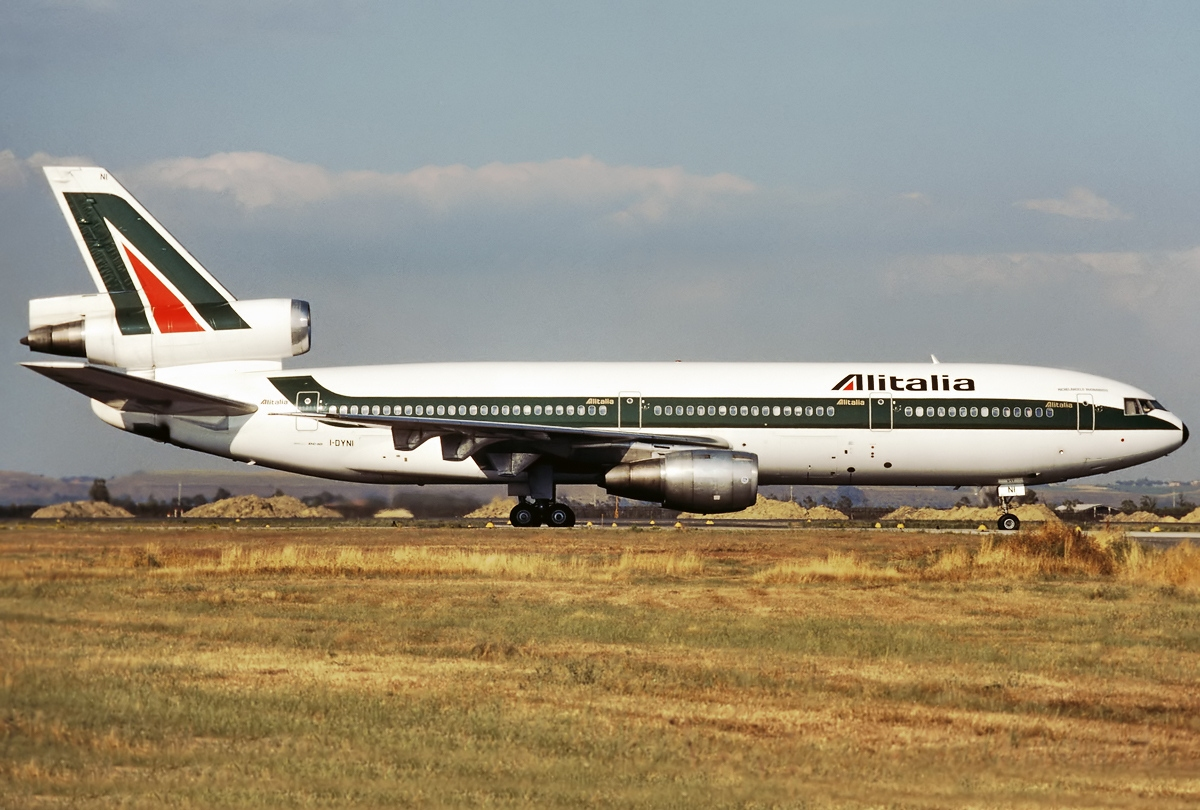
Alitalia war im ATLAS-Konsortium zuständig für die Überholung der McDonnell Douglas DC-10

Im Jahr 1990 sah das Wartungsangebot der ATLAS-Mitglieder wie folgt aus:
- Air France bot Wartungen an der Boeing 747, dem Airbus A300 sowie für Triebwerke des Typs CF6-50 an.
- Alitalia war allein zuständig für die Wartungen an der DC-10-Flugzeugzelle sowie für die Hilfstriebwerke (APU) der DC-10 und des Airbus A300.
- Iberia führte Wartungen an der Boeing 747 sowie an Triebwerken des Typs JT8D aus.
- Lufthansa überholte Maschinen der Typen Airbus A300 und Boeing 747 sowie Triebwerke der Bauarten CF6-50 und JT9D.
- Sabena war zuständig für die Wartung des Airbus A310 (auch für dessen APU) und überholte daneben die Hilfstriebwerke der Flugzeugtypen Boeing 727, Boeing 737 und Boeing 747.

Die Lagerung von Ersatzteilen bzw. Komponenten verteilte sich innerhalb des Konsortiums im Jahr 1989 wie folgt:
- Airbus A300- und A310-Bauteile lagerten bei Lufthansa (66 %), Iberia (16 %), Alitalia (14 %) und Sabena (4 %).
- Boeing 747-Bauteile lagerten bei Air France (42 %), Alitalia (42 %) und Sabena (16 %).
- DC-10-Bauteile lagerten bei Alitalia (79 %), Sabena (17 %), Iberia (2 %) und Lufthansa (2 %).[7]

Anfang der 1990er-Jahre überdachte Lufthansa ihre Mitwirkung im ATLAS-Konsortium. Zu diesem Zeitpunkt begann das Unternehmen mit der Modernisierung der Langstreckenflotte. Neue Boeing 747-400 und Airbus A340 sollten die älteren Boeing 747-200 und McDonnell Douglas DC-10 schrittweise ablösen. Die Lufthansa plante eine größere Anzahl beider Flugzeugtypen in Dienst zu stellen und besaß mittlerweile genügend Kapazitäten, um diese selbst zu warten. Eine weitere Mitarbeit im Konsortium brachte der Gesellschaft somit keinen wirtschaftlichen Nutzen mehr. Zudem verließ mit der DC-10 der letzte Flugzeugtyp die Flotte, der nicht in den firmeneigenen Werftbetrieben überholt werden konnte. Weil zeitgleich auch die Partnergesellschaften ihre älteren Langstreckenmaschinen ausmusterten, hätten die Zuständigkeiten in der ATLAS-Gruppe neu geregelt werden müssen. Die Lufthansa entschied sich daher, ihre ab Januar 1993 in Dienst gestellten Airbus A340 selbst zu warten. Nach der Ausmusterung der letzten DC-10 beendete die deutsche Gesellschaft ihre Mitarbeit im Konsortium. Mit dem Austritt der Lufthansa wurde das ATLAS-Konsortium im Jahr 1994 aufgelöst.

## Das KSSU-Konsortium

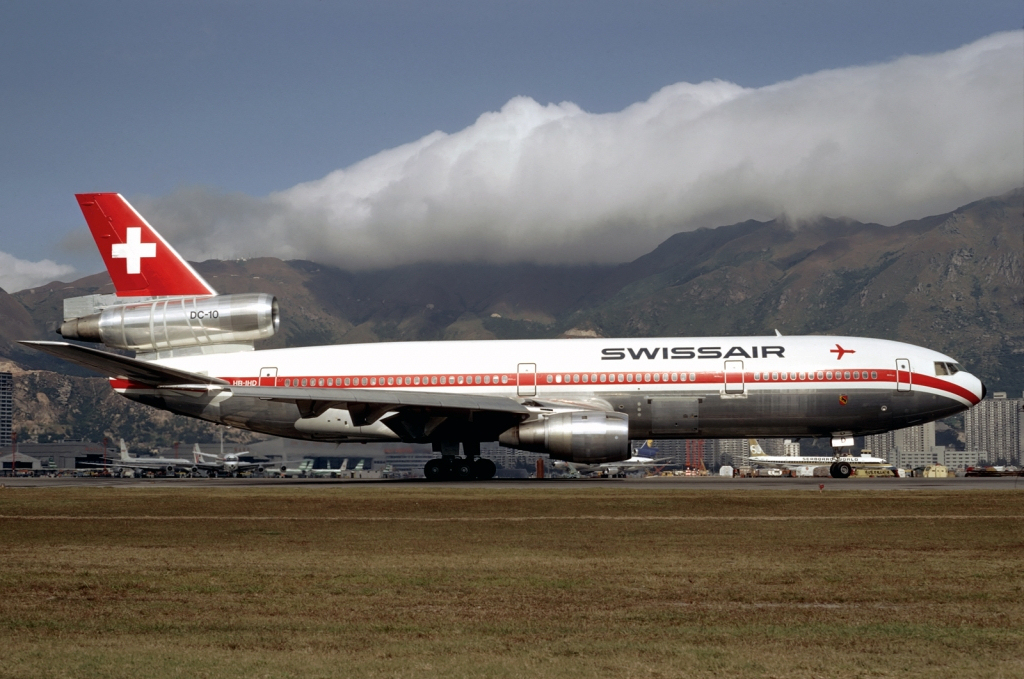
Die KSSU-Gruppe war Erstbesteller der DC-10-30

Das KSSU-Konsortium wurde im Februar 1970 gegründet und bestand aus den Fluggesellschaften  KLM (K), SAS (S), Swissair (S) – diese bildeten zuvor die KSS-Gruppe – sowie aus der französischen Fluggesellschaft UTA (U). Einzelne Kooperationen innerhalb des Konsortiums reichen bis auf das Jahr 1958 zurück.

### Geschichte der KSS-Gruppe
Am 3. April 1958 unterzeichneten Swissair und SAS eine Abmachung über eine gemeinsame Spezifikation der zu bestellenden Douglas DC-8. Auf diese folgte ein erweiterter Vertrag über eine zehnjährige Zusammenarbeit. Der Vertrag sah neben einer gemeinsamen Überholung von Flugzeugen der Typen Douglas DC-8 und Sud Aviation Caravelle auch eine Vermietung dieser Maschinen vor, so dass Swissair ab 1961 auf gemietete Caravelle zurückgreifen konnte.
Beide Unternehmen nahmen an einer Flugvorführung der Boeing 707-100 teil, auf dem die Maschine in einen fast unkontrollierbaren Flugzustand geriet. Infolgedessen erhielt die Convair CV-880 den Vorzug, von der Swissair fünf und SAS zwei Exemplare bestellten. Weil die Reichweite dieser Flugzeuge als zu gering angesehen wurde, änderte man die Bestellungen später auf das größere Muster Convair CV-990 Coronado; dabei erhöhte Swissair ihre Order auf sieben Exemplare.
Die Wartung sämtlicher Convair 990 sollte Swissair übernehmen, während SAS mit der Überholung aller Douglas DC-8 betraut wurde. Aufgrund von Lieferverzögerungen trat SAS vom Kaufvertrag mit Convair zurück, so dass sich zunächst ein Ungleichgewicht zugunsten des schwedischen Unternehmens ergab. Dies konnte teilweise kompensiert werden, indem Swissair zwei Coronados langfristig an SAS vermietete und die Motorenwartung bei deren Douglas DC-7 übernahm.
Nachdem Swissair Ende 1965 ihre ersten Douglas DC-9 bestellt hatte, schloss sich SAS dieser Wahl an und beauftragte die schweizerische Partnergesellschaft mit der Triebwerkswartung. Zeitgleich entschied sich auch die niederländischen KLM für die DC-9. KLM wartete seit 1963 die DC-8-Triebwerke der Swissair und übertrug dieser nun im Gegenzug die Wartung ihrer DC-9-Motoren. Weil SAS weiterhin für die Überholung der Schweizer DC-8-Flugzeugrümpfe verantwortlich blieb, ergab sich ein Dreiecksverhältnis.
Im Dezember 1967 bestellte SAS zwei Boeing 747; Swissair orderte diesen Typ Anfang 1968. Auch die niederländische KLM hatte sich bereits 1966 für den Jumbo entschieden. Im Jahr 1968 verlängerten Swissair und SAS ihre Kooperation, wobei KLM als weiterer Vertragspartner mit eingebunden wurde. Die drei Unternehmen teilten die Zuständigkeiten für die Boeing 747 untereinander auf. Diese Allianz wurde als KSS-Gruppe bezeichnet.

### Geschichte des KSSU-Konsortiums und dessen Aufgabenteilung

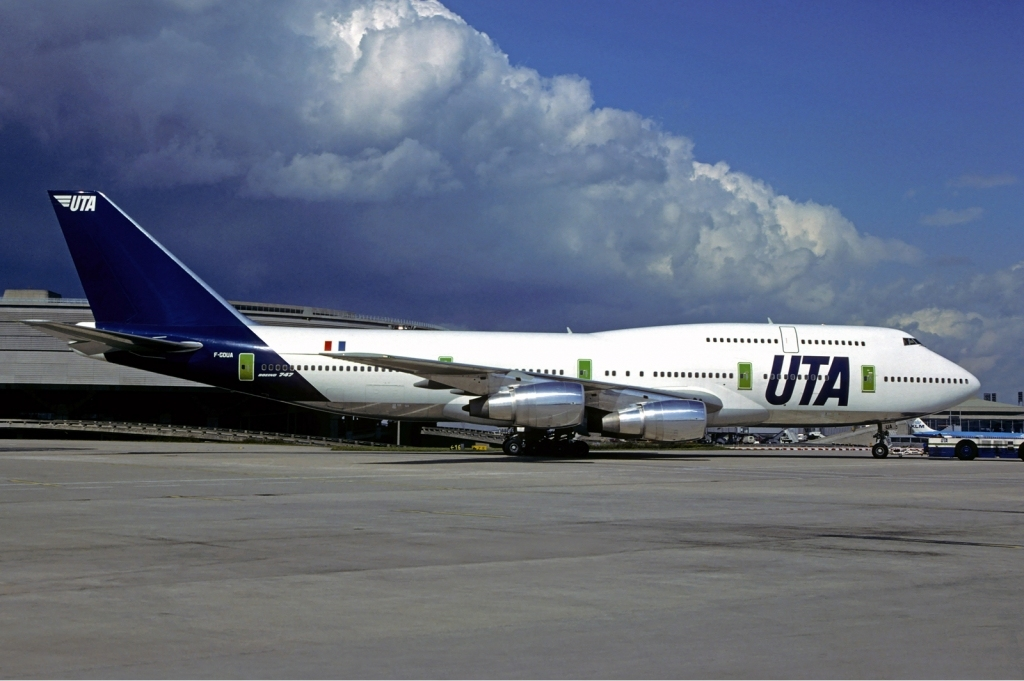
Swissair war Erstkunde der 747-300. Das erste Flugzeug wurde aber am 1. März 1983 vom KSSU-Partner UTA in Dienst gestellt.

Im Frühjahr 1969 plante die KSS-Gruppe den Kauf eines weiteren Großraumflugzeugs, der McDonnell Douglas DC-10. Die französische UTA beteiligte sich am 7. Juni 1969 an der gemeinsamen Bestellung und strebte darüber hinaus eine Kooperation bei der Wartung an, was am 18. Februar 1970 zur offiziellen Gründung der KSSU-Gruppe führte. Die vier Gesellschaften vereinbarten eine zehnjährige Zusammenarbeit (bis zum 31. Dezember 1980), die später verlängert wurde. Ähnlich wie die ATLAS-Gruppe verwendeten die KSSU-Mitglieder einheitliche und standardisierte Komponenten in ihren Flugzeugen, so entstand beispielsweise die KSSU-Norm bei Galleys. Typisch war auch eine Cockpitauslegung mit einigen rechteckigen statt runden Instrumentenanzeigen. Für die Flugzeuge der KSSU-Gruppe wurde im Jahr 1971 folgende Aufgabenverteilung vereinbart:
- KLM war zuständig für Boeing 747-Flugzeugzelle, die Triebwerke der DC-10 (Typ: CF6) sowie für die DC-8-Triebwerke der Swissair.
- Swissair überholte die DC-10-Flugzeugzelle und die DC-9-Triebwerke.
- SAS war verantwortlich für die Triebwerke der Boeing 747 (Typ: JT9D) sowie für die Rumpfwartung bei den DC-8 der Swissair.
- UTA wartete die Hilfstriebwerke (APU) aller Boeing 747 und DC-10.[17]

Das Konsortium überholte neben den Flugzeugen der eigenen Mitglieder auch die baugleichen Maschinen deren Tochtergesellschaften Balair, Martinair und Scanair. Ab 1972 kooperierten die KSSU-Gesellschaften zudem auf dem Gebiet der Flugzeugversicherungen. Im Jahr 1975 stellte die Fluggesellschaft Finnair ihre erste DC-10 in Dienst und schloss langfristige Wartungsverträge mit der KSSU-Gruppe ab, trat dem Konsortium aber nicht bei. Weitere KSSU-Kunden waren unter anderem Air Afrique, Austrian Airlines, Garuda Indonesia und Thai.
Ab Ende der 1970er-Jahre wartete die Allianz auch Maschinen des Typs Airbus A300 für ihre Kunden, obwohl dieses Flugzeug innerhalb des Konsortiums nur von SAS eingesetzt wurde. Gemeinsame Bestellungen der KSSU-Mitglieder erfolgten für die Boeing 747-300 (ab 1983 betrieben von UTA, Swissair und KLM), den Airbus A310 (ab 1983 betrieben von Swissair und KLM), die Fokker F-100 (ab 1988 betrieben von KLM und Swissair) sowie für die Boeing 747-400 (ab 1989 betrieben von UTA und KLM). Während alle Überholungsarbeiten an diesen Typen innerhalb des Konsortiums aufgeteilt wurden, führten SAS und Swissair die Wartungen an den von ihnen in größerer Stückzahl bestellten McDonnell Douglas MD-80 eigenverantwortlich durch, so dass dieser Typ ebenso wie die von KLM betriebenen Boeing 737 nicht zu den KSSU-Flugzeugen zählte.
Am Ende der 1980er-Jahre verlor SAS im Konsortium deutlich an Bedeutung, weil die Zuständigkeiten innerhalb der Allianz im Gegensatz zur ATLAS-Gruppe stets an einem Standort zentriert blieben. Die schwedische Gesellschaft war von Beginn an zuständig für die Wartung der JT9D-Triebwerke, mit denen die ersten Boeing 747 und die Airbus A300 der KSSU ausgestattet waren. Diese Flugzeuge wurden bis 1990 ausgemustert. Alle ab 1975 ausgelieferten Boeing 747 der KSSU besaßen CF6-50-Triebwerke, die baugleich mit denen der DC-10 waren und daher bei KLM in Amsterdam gewartet wurden. Zudem konnte sich das Konsortium nicht auf ein gemeinsames Nachfolgemodell als Ersatz für die McDonnell Douglas DC-10 einigen. Während SAS die Boeing 767 und UTA den Airbus A340 bestellten, gaben KLM, Swissair sowie der langjährige KSSU-Kunde Finnair der McDonnell Douglas MD-11 den Vorrang. Im Jahr 1992 ging UTA in der Fluggesellschaft Air France auf und schied aus dem Konsortium aus. Die französische Gesellschaft war bis dahin verantwortlich für die Überholung aller Hilfstriebwerke (APU) und der meisten Fahrwerke gewesen. Ende der 1990er-Jahre brach die KSSU-Gruppe endgültig auseinander, da sich SAS und Swissair getrennt voneinander den neu gegründeten Luftfahrtallianzen Star Alliance und Qualiflyer Group anschlossen.